# Hans-Peter Wirsing

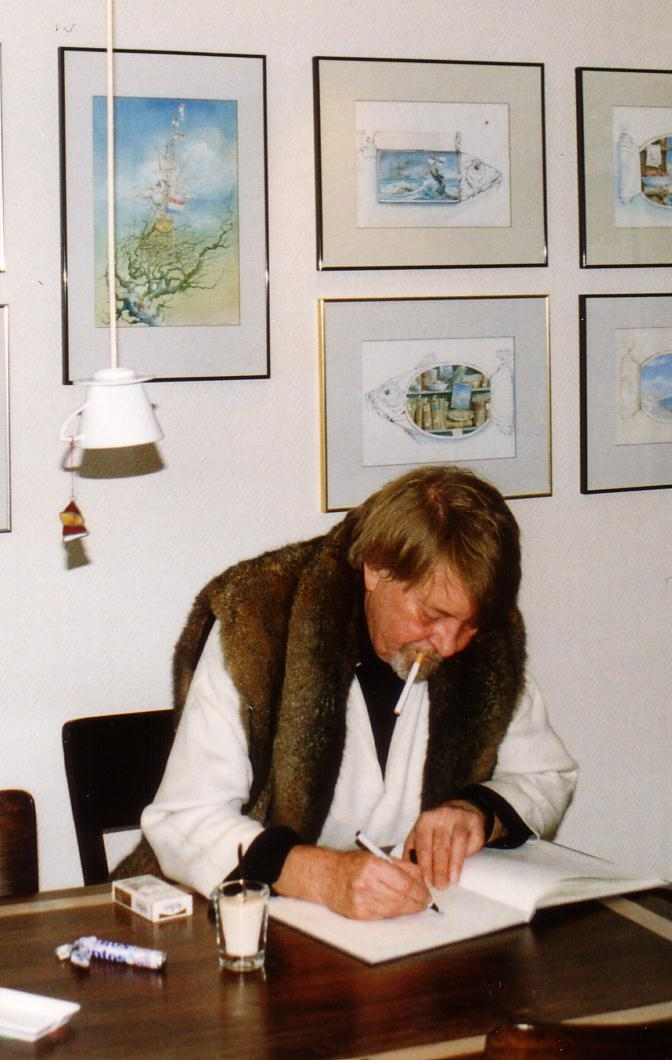
Hans-Peter Wirsing

Hans-Peter Wirsing (* 11. Februar 1938 in Glückstadt; † 9. Oktober 2009 ebenda) war ein deutscher Maler und Grafiker, der überwiegend maritime Sujets im Stile des phantastischen Realismus darstellte.

## Leben und Werk
Wirsing studierte von 1956 bis 1961 Gebrauchsgrafik an der Kunstschule in Hamburg am Alsterdamm. Nach dem Studium arbeitete er in der Werbung und für Zeitschriften als Illustrator, unter anderem für den Stern und das Zeitmagazin, ab 1978 als frei schaffender Künstler.
1972 reiste er während der Kriegshandlungen nach Vietnam und Kambodscha, 1976 nach Israel.
In den 80er Jahren machte er Segeltörns in der Karibik; u. a. segelte und zeichnete er mit den Künstlerfreunden Peter Gutsche, Werner Nöfer, Peter Tuma und Hannsjörg Voth auf der Ketsch "Mallliouhana" zwischen den Leeward-Inseln Anguilla, St.Martin, Saba, St.Eustatius, St.Kitts, Nevis, Montserrat, Antigua, Barbuda und St. Barths. Auf diesem Törn entstand ein umfangreiches Skizzenbuch. Die Notizen und Zeichnungen wurden direkt auf Folien gezeichnet und später in Hamburg von der Druckerei Böer + Gutsche als Zinklithografien gedruckt und als Buch veröffentlicht.
In den 1990er Jahren arbeitete er häufiger in Sintra bei Lissabon. Seine Werke waren in zahlreichen Ausstellungen zu sehen, unter anderem in Denver, Vancouver Island B.C., Wellington (Neuseeland), Lillesand (Norwegen), Den Haag, Dachau. Bei aller Weltoffenheit blieb er seiner Heimatstadt Glückstadt verbunden, deren Geschichte und Entwicklung er kritisch in seinen Bildern und Zeichnungen verarbeitete.
Der Nachlass wird von seiner langjährigen Lebensgefährtin und Künstlerfreundin, zuletzt auch Ehefrau, Leonore Schröder in Glückstadt verwaltet.
Hauptgegenstand seiner Bilder war die Seefahrt als Metapher für die Eroberung der Welt und ihre Zerstörung durch den Menschen. Dem Auftraggeber für Entdeckerfahrten, Heinrich dem Seefahrer, stellte er apokalyptische Reiter zur Seite. In seinen „meistens maritimen“ Bildern (so der Titel fast aller seiner Ausstellungen) zeigt er das friedlich gekräuselte oder das stürmisch aufgepeitschte Meer und historische Schiffe als großartiges Schauspiel, in das er Zeichen der Vergänglichkeit setzt: Wracks, Ruinen, Fischkadaver.

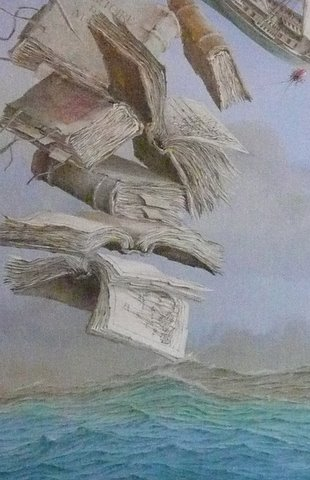
H.-P. Wirsing: Schiff und Federkiel – Traum des Schreibers, ein Seestück zu erfinden, Mischtechnik auf Lw., Ausschnitt

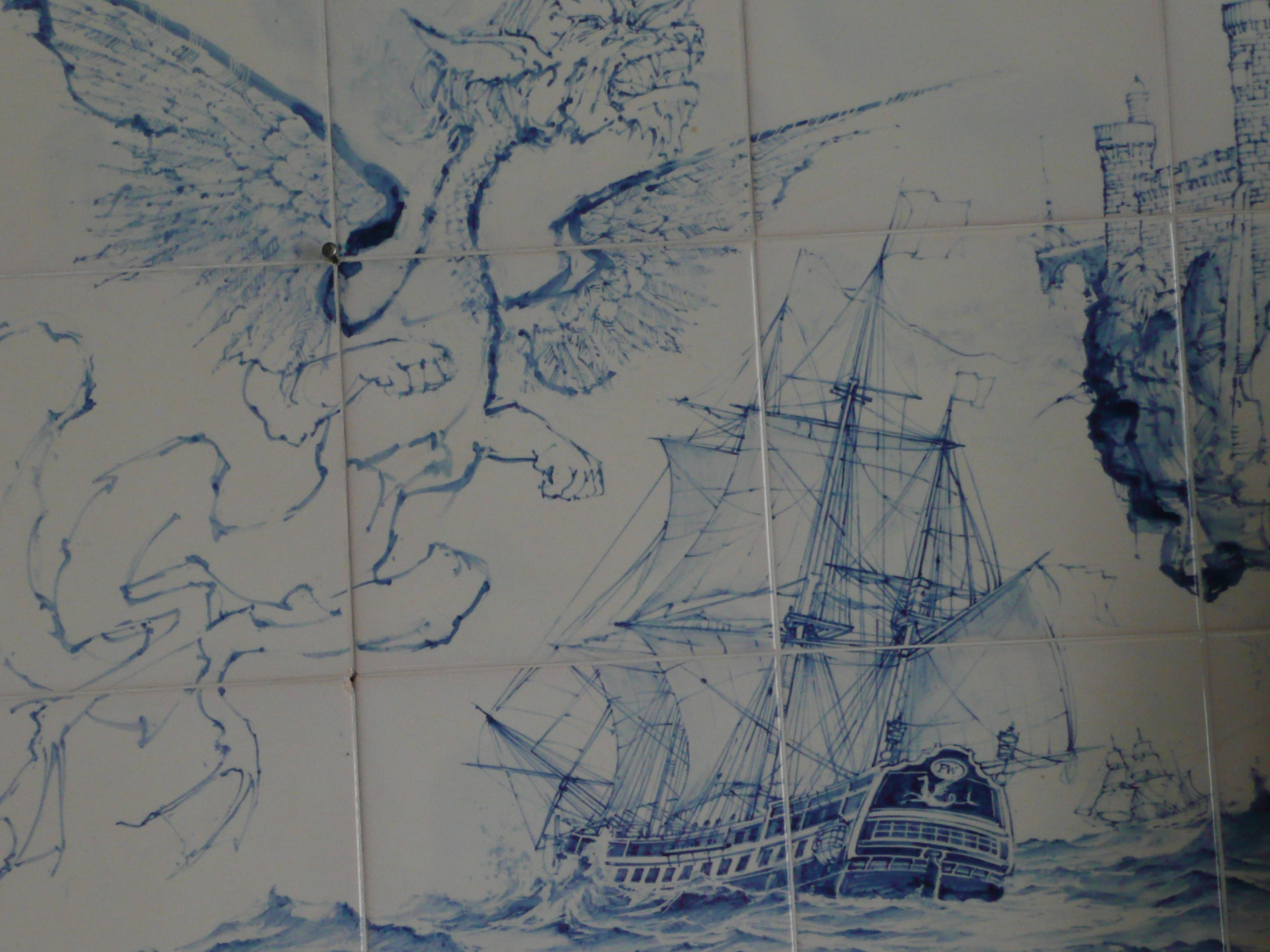
H.-P. Wirsing: Hausdrachen, Fliesenbild, Ausschnitt

Seit 1986 schuf er auch mehrere Kachelbilder in der Tradition der portugiesischen Azulejos.

## Künstlerische Einordnung
Wirsing malte altmeisterlich genau. Schiffstypen, Bauten, Wasser und Himmel sind realistisch bis ins Detail wie bei seinem Vorbild, dem holländischen Marinemaler Willem van de Velde dem Jüngeren. Den Realismus durchbricht er auf unterschiedliche Weise. Schiffe, Gebäude, Fische fliegen und schweben, geisterhafte Wesen bevölkern die Szene, es gibt mehrere sich gegenseitig durchbrechende oder überlagernde Ebenen. Wirsing hat sich zutreffend dem phantastischen Realismus zugeordnet: „Alles in meinen Bildern ist real. Der Reiz liegt darin, diese Realität in neue Zusammenhänge zu bringen. Ich vermische Zeiten und Schauplätze und bringe Verborgenes in den Vordergrund.“
Auch wenn er in der Presse als „Salzwasser-Dalí“ bezeichnet wurde, ist er nicht dem Surrealismus im engeren Sinne zuzuordnen. Die phantastische Komponente seiner Bilder kommt weniger aus dem Unbewussten als aus einer bewussten und kritischen Durchbrechung der Realität.